# Bernabé Rivera (piłkarz)
Bernabé Rivera – paragwajski piłkarz, napastnik.
Jako piłkarz klubu Sportivo Luqueño był w kadrze narodowej na pierwsze mistrzostwa świata w 1930 roku, gdzie Paragwaj odpadł w fazie grupowej. Nie zagrał jednak w żadnym meczu.
Rivera nigdy nie wziął udziału w turnieju Copa América.